# Misja specjalna na Kaukaz Południowy
Misja specjalna na Kaukaz Południowy – polska misja dyplomatyczna w Gruzji i Azerbejdżanie na początku 1920 roku.
Kontakty dyplomatyczne z Gruzją nawiązała już Rada Regencyjna Królestwa Polskiego, organizując agencję konsularną w Tyflisie. Na pocz. 1920 r. przekształcono ją w konsulat. W połowie marca tego roku na polecenie Naczelnika Państwa Józefa Piłsudskiego do Tyflisu przybyła Misja specjalna na Kaukaz Południowy, na czele której stał wiceminister spraw zagranicznych Tytus Filipowicz. W skład misji wchodzili też prof. Zygmunt Smogorzewski, pełniący funkcję doradcy, Władysław de Bondy, sekretarz misji i kpt. Kazimierz Rawicz-Kolosiński. 31 marca T. Filipowicz złożył listy uwierzytelniające gruzińskiemu ministrowi spraw zagranicznych Ewgeni Gegeczkoriemu. Misja opracowała plan sojuszu wojskowego z Gruzją. Strona polska miała dostarczyć Gruzinom uzbrojenie, amunicję i materiały wojenne, a ci w zamian zobowiązywali się do rozpoczęcia działań zbrojnych przeciwko bolszewikom. Uzgodniono też kwestię powołania w Tyflisie ambasady II Rzeczypospolitej. Pierwszym posłem miał zostać Roman Knoll, zaś attaché wojskowym mjr Wacław Jędrzejewicz. Pobocznym tematem rozmów było sprowadzenie do Polski ostatnich żołnierzy Polskiej Oddzielnej Brygady na Kaukazie, którzy przebywali w Gruzji po rozformowaniu jednostki wojskowej pod koniec lipca 1918 r. 24 kwietnia polska misja udała się do Baku, aby uzgodnić te same warunki. 28 kwietnia, po przybyciu do stolicy Azerbejdżanu, doszło jednak do wkroczenia wojsk bolszewickich na terytorium Demokratycznej Republiki Azerbejdżanu. Członkowie misji zostali aresztowani, po czym wywieziono ich do Moskwy.